# Henry Gee
Henry Ernest Gee (Londres, Inglaterra, 24 de abril de 1962) é um paleontólogo britânico, biólogo evolutivo e editor sênior da revista científica Nature.
Ele obteve o título de Bacharel em Ciências na Universidade de Leeds e completou seu doutorado na Universidade de Cambridge em 1990 como estudante de pós-graduação do Fitzwilliam College, Cambridge. Sua pesquisa de doutorado investigou a evolução do bisão na Grã-Bretanha na Idade do Gelo.
Gee ingressou na Nature como repórter em 1987 e agora é Editor Sênior de Ciências Biológicas. Publicou vários livros, incluindo In Search of Deep Time (1999), A Field Guide to Dinosaurs (ilustrado por Luis Rey) (2003) e Jacob's Ladder (2004).
The Accidental Species, um livro sobre a evolução humana, foi publicado pela University of Chicago Press em outubro de 2013.

## Lista de obras

### Livros traduzidos
- Uma história (muito) curta da vida na Terra: 4,6 bilhões de anos em doze capítulos (!) (Ed. Fósforo, 2024, trad. Gilberto Stam) [13]